# Vrani Volosa
Vrani Volosa e паган метъл група основана в Бургас през 2003 година.

## История
Започва като едноличен проект на Христо Красимиров. Самото име на групата на старобългарски език означава Черни коси. В началото са повлияни от музиката на групи като Primordial, Enslaved, Borknagar, Burzum. Христо започва записването на три песни в края на 2003 г. с помощта на Любомир (барабани), Атанас (вокали) и Александър (бас). Последните двама се присъединяват към групата за постоянно. През 2005 г. Vrani Volosa подгрява израелската група Orphaned Land.
Подписват с българския независим лейбъл Curvus Records, който пусна дебютния албум Where the Heart Burns през октомври 2005 година.
Атанас Иванов напуска групата през 2005 г. и Христо Красимиров поема вокалите. Кольо Желязков (китари) и Десислав Иванов (барабани) се присъединяват. В този състав Vrani Volosa има няколко концерта, турнета в България и през 2007 г. започват записването на втори албум.
Крайният резултат от дългата почти две години работа в студиото е Heresy/Ерес – албум включващ езическа фолклорна музика, повлияна от българската метъл музика.
През 2011 г. немския лейбъл Einheit Produktionen подписва лицензионно споразумение с Corvus Records и издава Heresy/Ерес и Where the Heart Burns в Германия, Австрия, Швейцария, Холандия, Белгия и Люксембург.

## Състав
| Сегашни членове - Христо Красимиров – вокали и китара (2003– ) - Александър Христов – бас (2003– ) - Десислав Иванов – барабани (2006– ) - Кольо Желязков – китара и тамбура (2006– ) - Петър Йорданов – китара (2007 – 2013; 2018– ) |  |  | Предишни членове - Атанас Иванов – вокали (2003 – 2005) - Даниел Съртонев – китара (2016 – 2018) |

## Дискография
| - 2005: Where the Heart Burns - 2010: Heresy/Ерес - 2018: Amongst the Loneliest of Waves - 2004: Vedi | - 2013: Sailor Songs |